# Khoa học thần kinh

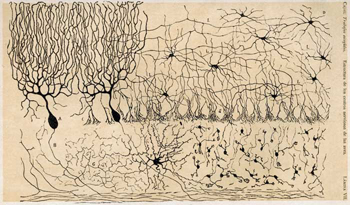
Hình vẽ các tế bào của não gà bởi S. Ramón y Cajal, khoảng năm 1905

Khoa học thần kinh là một ngành khoa học về hệ thần kinh. Khoa học thần kinh nghiên cứu về cấu trúc, chức năng, lịch sử tiến hóa, phát triển, di truyền học, hóa sinh, tâm lý học, dược lý học, khoa học thần kinh thông tin - khoa học thần kinh máy tính, bệnh lý học của hệ thần kinh.
Tổ chức nghiên cứu bộ não quốc tế (International Brain Research Organization) được thành lập năm 1960, Viện bộ não và hành vi châu Âu (European Brain and Behaviour Society) được thành lập năm 1968, Viện khoa học thần kinh  (Society for Neuroscience) thành lập năm 1969, nhưng việc nghiên cứu về thần kinh của con người đã có từ thời Ai Cập cổ đại. Trước kia, khoa học thần kinh chỉ là một nhánh của sinh học. Gần đây đã có sự quan tâm về đề tài này từ nhiều bộ môn như tâm lý học thần kinh và tâm lý học nhận thức, khoa học máy tính, khoa học thống kê, vật lý học, triết học và y học. Phạm vi của khoa học thần kinh đã được mở rộng bao gồm các nghiên cứu hệ thống, khoa học, thực nghiệm và lý thuyết về hệ thần kinh trung ương và hệ thần kinh ngoại vi của các cơ quan sinh học.

## Nghiên cứu thêm
- Bear, M. F. (2006). Neuroscience: Exploring the Brain. B. W. Connors, and M. A. Paradiso (ấn bản thứ 3). Philadelphia: Lippincott. ISBN 0-7817-6003-8.
- Binder/Hirokawa/Windhorst (2009, 4399pp, 5 vols). Encyclopedia of Neuroscience. Springer. ISBN 978-3-540-23735-8. {{Chú thích sách}}: Kiểm tra giá trị ngày tháng trong: |year= (trợ giúp); Đã định rõ hơn một tham số trong |author= và |last= (trợ giúp)Quản lý CS1: năm (liên kết)
- Kandel, ER (2000). Principles of Neural Science. Schwartz JH, Jessell TM (ấn bản thứ 4). New York: McGraw-Hill. ISBN 0-8385-7701-6.
- Squire, L. et al.  (2003). Fundamental Neuroscience, 2nd edition. Academic Press; ISBN 0-12-660303-0
- Byrne and Roberts (2004). From Molecules to Networks. Academic Press; ISBN 0-12-148660-5
- Sanes, Reh, Harris (2005). Development of the Nervous System, 2nd edition. Academic Press; ISBN 0-12-618621-9
- Siegel et al.  (2005). Basic Neurochemistry, 7th edition. Academic Press; ISBN 0-12-088397-X
- Rieke, F. et al.  (1999). Spikes: Exploring the Neural Code. The MIT Press; Reprint edition ISBN 0-262-68108-0
- section.47 Neuroscience 2nd ed. Dale Purves, George J. Augustine, David Fitzpatrick, Lawrence C. Katz, Anthony-Samuel LaMantia, James O. McNamara, S. Mark Williams. Published by Sinauer Associates, Inc., 2001.
- section.18 Basic Neurochemistry: Molecular, Cellular, and Medical Aspects 6th ed. by George J. Siegel, Bernard W. Agranoff, R. Wayne Albers, Stephen K. Fisher, Michael D. Uhler, editors. Published by Lippincott, Williams & Wilkins, 1999.
- Andreasen, Nancy C. (2004). Brave New Brain: Conquering Mental Illness in the Era of the Genome. Oxford University Press. ISBN 978-0-19-514509-0. Bản gốc lưu trữ ngày 24 tháng 2 năm 2007. Truy cập ngày 22 tháng 12 năm 2012.
- Damasio, A. R. (1994). Descartes' Error: Emotion, Reason, and the Human Brain.  New York, Avon Books. ISBN 0-399-13894-3 (Hardcover) ISBN 0-380-72647-5 (Paperback)
- Gardner, H. (1976). The Shattered Mind: The Person After Brain Damage.  New York, Vintage Books, 1976 ISBN 0-394-71946-8
- Goldstein, K. (2000). The Organism.  New York, Zone Books. ISBN 0-942299-96-5 (Hardcover) ISBN 0-942299-97-3 (Paperback)
- Lauwereyns, Jan (2010). The Anatomy of Bias: How Neural Circuits Weigh the Options. Cambridge, MA: The MIT Press. ISBN 0-262-12310-X.
- Llinas R. (2001). I of the Vortex: From Neurons to Self MIT Press. ISBN 0-262-12233-2 (Hardcover) ISBN 0-262-62163-0 (Paperback)
- Luria, A. R. (1997). The Man with a Shattered World: The History of a Brain Wound.  Cambridge, Massachusetts, Harvard University Press. ISBN 0-224-00792-0 (Hardcover) ISBN 0-674-54625-3 (Paperback)
- Luria, A. R. (1998). The Mind of a Mnemonist: A Little Book About A Vast Memory.  New York, Basic Books, Inc. ISBN 0-674-57622-5
- Medina, J. (2008). Brain Rules: 12 Principles for Surviving and Thriving at Work, Home, and School. Seattle, Pear Press. ISBN 0-9797777-0-4 (Hardcover with DVD)
- Pinker, S. (1999). How the Mind Works.  W. W. Norton & Company. ISBN 0-393-31848-6
- Pinker, S. (2002). The Blank Slate: The Modern Denial of Human Nature.  Viking Adult. ISBN 0-670-03151-8
- Robinson, D. L. (2009). Brain, Mind and Behaviour: A New Perspective on Human Nature (ấn bản thứ 2). Dundalk, Ireland: Pontoon Publications. ISBN 978-0-9561812-0-6.
- Ramachandran, V. S. (1998). Phantoms in the Brain.  New York, New York Harper Collins. ISBN 0-688-15247-3 (Paperback)
- Rose, S. (2006). 21st Century Brain: Explaining, Mending & Manipulating the Mind ISBN 0-09-942977-2 (Paperback)
- Sacks, O. The Man Who Mistook His Wife for a Hat. Summit Books ISBN 0-671-55471-9 (Hardcover) ISBN 0-06-097079-0 (Paperback)
- Sacks, O. (1990). Awakenings.  New York, Vintage Books. (See also Oliver Sacks) ISBN 0-671-64834-9 (Hardcover) ISBN 0-06-097368-4 (Paperback)
- Sternberg, E. (2007) Are You a Machine? The Brain, the Mind and What it Means to be Human.  Amherst, NY: Prometheus Books.
- Churchland, P. S. (2011) Braintrust: What Neuroscience Tells Us about Morality. Princeton University Press. ISBN 0-691-13703-X